# Диаманд Димитров
Диаманд Василев Димитров е български офицер, полковник.

## Биография
Диаманд Димитров е роден на 14 декември 1890 година в костурското село Бобища, тогава в Османската империя. Завършва Военното училище в София през 1915 година и участва в Първата световна война като поручик, взводен командир в картечна рота, командир на рота в Първи пехотен македонски полк. За бойни отличия и заслуги във войната е награден с ордени „За военна заслуга“, V степен и „Свети Александър“, V степен.
Служи в 59-и и 19-и пехотен полк, 5 погр. у-к, 7-а пехотна дивизия (1928), 7-и пехотен полк (1929), началник на Шуменското военно окръжие (1933), домакин на 19-и пехотен полк (1935), началник-щаб на трета военноинспекционна област (1935), командир на 19-и пехотен полк (1935), интендант на 4-та пехотна дивизия (1940), на 2-ра бърза дивизия (1941), на 4-та конна бригада (1941), началник на конезавод „Божурище“ (1941), началник на артилерийската школа (1942), заместник-началник на 4-та дивизионна област (1942). Уволнен е от армията през 1944 година и през 1945 година лежи в затвора.

## Военни звания
- Подпоручик (1915)
- Поручик (1917)
- Капитан (1920)
- Майор (1930)
- Подполковник (1934)
- Полковник (1938)